# Agnidra specularia
Agnidra specularia är en fjärilsart som beskrevs av Walker 1860. Agnidra specularia ingår i släktet Agnidra och familjen sikelvingar. Inga underarter finns listade i Catalogue of Life.